# Solon
Solon (græsk: Σόλων) (638–558 f.Kr.) er kendt som en af Oldtidens Grækenlands syv vismænd. Han blev først kendt, da han rådede athenerne til krig mod Megara for at erobre naboøen Salamis. Athenerne lyttede til hans råd og vandt krigen. Solon blev en athensk helt. Han gennemførte en række politiske reformer, der øgede borgernes indflydelse i den athenske folkeforsamling. Han sagde, at han ”stod med et stærkt skjold mellem begge lejre (befolkningen og de magtfulde), og tillod ingen at vinde unfair.” Han fungerede både som mægler og lovgiver under krigen mod Megara. Solon var valgt af de stridende parter.
Men hans reformer behagede hverken de velhavende eller de fattige. Han forlod Athen i ti år, så athenerne ikke kunne plage ham om at ændre lovene. Han døde kort efter sin tilbagekomst. Han advarede mod regenter, der ville ændre hans reformer.
Hans største fortjeneste var at slette al gæld (seisachtheia). Mange genvandt friheden, og mange af de økonomiske emigranter kunne vende tilbage.
Solon kan siges at stå bag grundlaget for demokratiet. Et af hans reformer går ud på, at ingen behøvede at være adelsfødt for at have politiske rettigheder. En athensk borger, der ingen jord havde, kunne sagtens have del i de politiske rettigheder.
Solon reformerede det sådan, at politisk indflydelse afhang af økonomisk formåen. Forfatningen var et timokratisk grundlag.
Befolkningen blev opdelt i fire indtægtsklasser efter høstudbytte i korn, oliven eller vin. Høsten måltes i medimner Systemet var som flg.
- Over 500 Medimner: Pentakosiomedimner.
- 500 – 300 Medimner: Riddere.
- 300 – 200 Medimner; Zeugitter.
- under 200 Medimner: Theter.

I Herodots Historia møder Solon under sin rejse uden for Athen den rige lydiske konge Krøsus. Krøsus spørger Solon, hvem der er verdens lykkeligste mand, i håbet om at svaret må være Krøsus selv, men Solon vil ikke kalde ham for den lykkeligste, for han er jo ikke død endnu, så han ved ikke, hvordan hans skæbne vil forme sig.
Solon svarer dog af ingen kan blive lykkelig i kraft af rigdom alene, for ingen kender gudernes planer – og historien slutter faktisk med, at Krøsus rammes af nemesis, hans rige bliver erobreret af perserne og han selv er ved at blive brændt på et bål, men bliver reddet ved at påkalde Solons navn.
Dette møde menes dog at være en anakronisme, dvs en sammenblanding af historiens tider, da Solon er en gammel mand, da han bliver arkont i Athen i 594 f.kr. og mødet burde have fundet sted i 540'erne f.kr. Solon kan altså ikke have levet dengang. De ting han beretter om og råder Krøsus til, er derfor mere et udtryk for Herodots opfattelse af tingenes sammenhæng end Solons.